# Tour de Münster 2024
 (décembre 2024).
Si vous disposez d'ouvrages ou d'articles de référence ou si vous connaissez des sites web de qualité traitant du thème abordé ici, merci de compléter l'article en donnant les références utiles à sa vérifiabilité et en les liant à la section « Notes et références ».
La 18e édition du Tour de Münster (en allemand : Sparkassen Münsterland Giro 2024) a lieu le 3 octobre 2024 entre Haltern am See et Münster en Allemagne, sur une distance de 205 kilomètres. Elle fait partie du calendrier UCI ProSeries 2024 en catégorie 1.Pro. 

## Présentation

### Équipes
21 équipes sont au départ de la course : 10 équipes UCI WorldTeam, 9 UCI ProTeam et 2 équipes continentales.
| WorldTeams (10)- Alpecin-Deceuninck - Arkéa-B&B Hotels - Cofidis - Intermarché-Wanty - Lidl-Trek - Red Bull-Bora-Hansgrohe - Soudal Quick-Step - Team dsm-firmenich PostNL - Team Jayco AlUla - Team Visma \| Lease a Bike ProTeams (9)- Israel-Premier Tech - Lotto Dstny - Q36.5 Pro Cycling Team - TDT-Unibet - Team Flanders-Baloise - Team Novo Nordisk - TotalEnergies - Tudor Pro Cycling Team - Uno-X Mobility Équipes continentales (4)- P&S Metalltechnik Benotti - Rad-Net Oßwald - Rembe Pro Cycling Team Sauerland - Lotto-Kern Haus PSD Bank |
| |

## Classement final
| \| Classement général \| Classement général \| Classement général \| Classement général \| Classement général \| \| Coureur \| Coureur \| Pays \| Équipe \| Temps \| \| ------------------ \| ------------------ \| ------------------ \| ------------------------- \| ------------------ \| \| 1er \| Jasper Philipsen \| Belgique \| Alpecin-Deceuninck \| 4 h 22 min 50 s \| \| 2e \| Jordi Meeus \| Belgique \| Red Bull-Bora-Hansgrohe \| + 0 s \| \| 3e \| Milan Fretin \| Belgique \| Cofidis \| + 0 s \| \| 4e \| Biniam Girmay \| Érythrée \| Intermarché-Wanty \| + 0 s \| \| 5e \| Max Walscheid \| Allemagne \| Team Jayco AlUla \| + 0 s \| \| 6e \| Danny van Poppel \| Pays-Bas \| Red Bull-Bora-Hansgrohe \| + 0 s \| \| 7e \| Pascal Ackermann \| Allemagne \| Israel-Premier Tech \| + 0 s \| \| 8e \| Nils Eekhoff \| Pays-Bas \| Team dsm-firmenich PostNL \| + 0 s \| \| 9e \| Luke Lamperti \| États-Unis \| Soudal Quick-Step \| + 0 s \| \| 10e \| Tom Van Asbroeck \| Belgique \| Israel-Premier Tech \| + 0 s \| |                  |            |                           |                 |
| |                  |            |                           |                 |
| Source : ProCyclingStats |                  |            |                           |                 |
| Classement général |                  |            |                           |                 |
| Coureur | Coureur          | Pays       | Équipe                    | Temps           |
| 1er | Jasper Philipsen | Belgique   | Alpecin-Deceuninck        | 4 h 22 min 50 s |
| 2e | Jordi Meeus      | Belgique   | Red Bull-Bora-Hansgrohe   | + 0 s           |
| 3e | Milan Fretin     | Belgique   | Cofidis                   | + 0 s           |
| 4e | Biniam Girmay    | Érythrée   | Intermarché-Wanty         | + 0 s           |
| 5e | Max Walscheid    | Allemagne  | Team Jayco AlUla          | + 0 s           |
| 6e | Danny van Poppel | Pays-Bas   | Red Bull-Bora-Hansgrohe   | + 0 s           |
| 7e | Pascal Ackermann | Allemagne  | Israel-Premier Tech       | + 0 s           |
| 8e | Nils Eekhoff     | Pays-Bas   | Team dsm-firmenich PostNL | + 0 s           |
| 9e | Luke Lamperti    | États-Unis | Soudal Quick-Step         | + 0 s           |
| 10e | Tom Van Asbroeck | Belgique   | Israel-Premier Tech       | + 0 s           |

## Liste des partants
| Team Visma \| Lease a Bike TVL        | Team Visma \| Lease a Bike TVL | Team Visma \| Lease a Bike TVL |
| ------------------------------------- | ------------------------------ | ------------------------------ |
| Num                                   | Coureur                        | Pos                            |
| 1                                     | Per Strand Hagenes (NOR)       | 26e                            |
| 2                                     | Christophe Laporte (FRA)       | 42e                            |
| 3                                     | Edoardo Affini (ITA)           | 39e                            |
| 4                                     | Jesse Kramer (NED)             | 36e                            |
| 5                                     | Colby Simmons (USA)            | 45e                            |
| 6                                     | Tosh Van der Sande (BEL)       | 111e                           |
| 7                                     | Julien Vermote (BEL)           | 48e                            |
| Directeur sportif : Sierk-Jan De Haan |                                |                                |

| Red Bull-Bora-Hansgrohe RBH          | Red Bull-Bora-Hansgrohe RBH | Red Bull-Bora-Hansgrohe RBH |
| ------------------------------------ | --------------------------- | --------------------------- |
| Num                                  | Coureur                     | Pos                         |
| 11                                   | Jonas Koch (GER)            | 95e                         |
| 13                                   | Patrick Gamper (AUT)        | 119e                        |
| 14                                   | Marco Haller (AUT)          | 97e                         |
| 15                                   | Luis-Joe Lührs (GER)        | 66e                         |
| 16                                   | Jordi Meeus (BEL)           | 2e                          |
| 17                                   | Danny van Poppel (NED)      | 6e                          |
| Directeur sportif : Cesare Benedetti |                             |                             |

| Alpecin-Deceuninck ADC          | Alpecin-Deceuninck ADC      | Alpecin-Deceuninck ADC |
| ------------------------------- | --------------------------- | ---------------------- |
| Num                             | Coureur                     | Pos                    |
| 21                              | Jasper Philipsen (BEL)      | 1er                    |
| 22                              | Maurice Ballerstedt (GER)   | 47e                    |
| 23                              | Ramses Debruyne (BEL)       | 113e                   |
| 24                              | Edward Planckaert (BEL)     | 31e                    |
| 25                              | Jonas Rickaert (BEL)        | 85e                    |
| 26                              | Henri Uhlig (GER)           | 104e                   |
| 27                              | Fabio Van den Bossche (BEL) | 98e                    |
| Directeur sportif : Luuc Bugter |                             |                        |

| Arkéa-B&B Hotels ARK               | Arkéa-B&B Hotels ARK     | Arkéa-B&B Hotels ARK |
| ---------------------------------- | ------------------------ | -------------------- |
| Num                                | Coureur                  | Pos                  |
| 31                                 | Arnaud Démare (FRA)      | 29e                  |
| 32                                 | David Dekker (NED)       | AB                   |
| 33                                 | Pierre Thierry (FRA)     | 59e                  |
| 34                                 | Thibault Guernalec (FRA) | 32e                  |
| 35                                 | Daniel McLay (GBR)       | 99e                  |
| 36                                 | Miles Scotson (AUS)      | 57e                  |
| 37                                 | Florian Sénéchal (FRA)   | 71e                  |
| Directeur sportif : Mickaël Leveau |                          |                      |

| Cofidis COF                          | Cofidis COF                 | Cofidis COF |
| ------------------------------------ | --------------------------- | ----------- |
| Num                                  | Coureur                     | Pos         |
| 41                                   | Simon Geschke (GER)         | 86e         |
| 42                                   | Christophe Noppe (BEL)      | 35e         |
| 43                                   | Stanisław Aniołkowski (POL) | 14e         |
| 44                                   | Milan Fretin (BEL)          | 3e          |
| 45                                   | Ludovic Robeet (BEL)        | 116e        |
| 46                                   | Nolann Mahoudo (FRA)        | 87e         |
| 47                                   | Alexis Renard (FRA)         | 49e         |
| Directeur sportif : Thierry Marichal |                             |             |

| Intermarché-Wanty IWA                    | Intermarché-Wanty IWA     | Intermarché-Wanty IWA |
| ---------------------------------------- | ------------------------- | --------------------- |
| Num                                      | Coureur                   | Pos                   |
| 51                                       | Biniam Girmay (ERI)       | 4e                    |
| 52                                       | Dries De Pooter (BEL)     | 68e                   |
| 53                                       | Zeno Moonen (BEL)         | 43e                   |
| 54                                       | Tom Paquot (BEL)          | 115e                  |
| 55                                       | Baptiste Planckaert (BEL) | 67e                   |
| 56                                       | Laurenz Rex (BEL)         | 75e                   |
| 57                                       | Mike Teunissen (NED)      | 19e                   |
| Directeur sportif : Pieter Vanspeybrouck |                           |                       |

| Lidl-Trek LTK                    | Lidl-Trek LTK             | Lidl-Trek LTK |
| -------------------------------- | ------------------------- | ------------- |
| Num                              | Coureur                   | Pos           |
| 61                               | Martin Pedersen (DEN)     | 124e          |
| 62                               | Simone Consonni (ITA)     | 100e          |
| 63                               | Fabio Felline (ITA)       | 53e           |
| 64                               | Alex Kirsch (LUX)         | 74e           |
| 65                               | Jacopo Mosca (ITA)        | 52e           |
| 66                               | Mathias Vacek (CZE)       | 61e           |
| 67                               | Tim Torn Teutenberg (GER) | 16e           |
| Directeur sportif : Kim Andersen |                           |               |

| Soudal Quick-Step SOQ              | Soudal Quick-Step SOQ   | Soudal Quick-Step SOQ |
| ---------------------------------- | ----------------------- | --------------------- |
| Num                                | Coureur                 | Pos                   |
| 71                                 | Kasper Asgreen (DEN)    | NP                    |
| 72                                 | Gil Gelders (BEL)       | 37e                   |
| 73                                 | Josef Černý (CZE)       | 101e                  |
| 74                                 | Luke Lamperti (USA)     | 9e                    |
| 75                                 | Pepijn Reinderink (NED) | 34e                   |
| 76                                 | Warre Vangheluwe (BEL)  | 130e                  |
| 77                                 | Ayco Bastiaens (BEL)    | 96e                   |
| Directeur sportif : Dries Devenyns |                         |                       |

| Team dsm-firmenich PostNL DFP   | Team dsm-firmenich PostNL DFP | Team dsm-firmenich PostNL DFP |
| ------------------------------- | ----------------------------- | ----------------------------- |
| Num                             | Coureur                       | Pos                           |
| 81                              | Fabio Jakobsen (NED)          | AB                            |
| 82                              | Tim Naberman (NED)            | 60e                           |
| 83                              | Patrick Eddy (AUS)            | 25e                           |
| 84                              | Nils Eekhoff (NED)            | 8e                            |
| 85                              | Timo Roosen (NED)             | 128e                          |
| 86                              | Julius van den Berg (NED)     | 30e                           |
| 87                              | Alexander Edmondson (AUS)     | AB                            |
| Directeur sportif : Roy Curvers |                               |                               |

| Team Jayco AlUla JAY                | Team Jayco AlUla JAY  | Team Jayco AlUla JAY |
| ----------------------------------- | --------------------- | -------------------- |
| Num                                 | Coureur               | Pos                  |
| 91                                  | Max Walscheid (GER)   | 5e                   |
| 92                                  | Jan Maas (NED)        | 40e                  |
| 94                                  | Luka Mezgec (SLO)     | 84e                  |
| 95                                  | Kelland O'Brien (AUS) | 112e                 |
| 96                                  | Elmar Reinders (NED)  | 18e                  |
| Directeur sportif : Tristan Hoffman |                       |                      |

| Israel-Premier Tech IPT         | Israel-Premier Tech IPT   | Israel-Premier Tech IPT |
| ------------------------------- | ------------------------- | ----------------------- |
| Num                             | Coureur                   | Pos                     |
| 101                             | Pascal Ackermann (GER)    | 7e                      |
| 102                             | Guillaume Boivin (CAN)    | 110e                    |
| 103                             | Simon Clarke (AUS)        | 76e                     |
| 104                             | Michael Schwarzmann (GER) | 54e                     |
| 105                             | Jake Stewart (GBR)        | 103e                    |
| 106                             | Tom Van Asbroeck (BEL)    | 10e                     |
| 107                             | Ethan Vernon (GBR)        | 50e                     |
| Directeur sportif : Rene Mandri |                           |                         |

| Lotto Dstny LTD                  | Lotto Dstny LTD             | Lotto Dstny LTD |
| -------------------------------- | --------------------------- | --------------- |
| Num                              | Coureur                     | Pos             |
| 111                              | Arnaud De Lie (BEL) (route) | 12e             |
| 112                              | Johannes Adamietz (GER)     | 62e             |
| 113                              | Jenno Berckmoes (BEL)       | 46e             |
| 114                              | Cédric Beullens (BEL)       | 78e             |
| 115                              | Sébastien Grignard (BEL)    | 94e             |
| 116                              | Arjen Livyns (BEL)          | 73e             |
| 117                              | Liam Slock (BEL)            | 114e            |
| Directeur sportif : Nikolas Maes |                             |                 |

| Q36.5 Pro Cycling Team Q36     | Q36.5 Pro Cycling Team Q36  | Q36.5 Pro Cycling Team Q36 |
| ------------------------------ | --------------------------- | -------------------------- |
| Num                            | Coureur                     | Pos                        |
| 121                            | Xabier Mikel Azparren (ESP) | NP                         |
| 122                            | Fabio Christen (SUI)        | 20e                        |
| 123                            | Tobias Ludvigsson (SWE)     | 44e                        |
| 124                            | Nicolò Parisini (ITA)       | 65e                        |
| 125                            | Nickolas Zukowsky (CAN)     | 58e                        |
| 126                            | Jannik Steimle (GER)        | 102e                       |
| 127                            | Rory Townsend (IRL)         | 28e                        |
| Directeur sportif : Jens Zemke |                             |                            |

| TDT-Unibet TDT                  | TDT-Unibet TDT          | TDT-Unibet TDT |
| ------------------------------- | ----------------------- | -------------- |
| Num                             | Coureur                 | Pos            |
| 131                             | Joren Bloem (NED)       | 15e            |
| 132                             | Sebastian Nielsen (DEN) | 21e            |
| 134                             | Adrien Maire (FRA)      | 93e            |
| 135                             | Andreas Stokbro (DEN)   | 38e            |
| 136                             | Abram Stockman (BEL)    | 24e            |
| Directeur sportif : Gaëtan Pons |                         |                |

| Team Flanders-Baloise TFB          | Team Flanders-Baloise TFB | Team Flanders-Baloise TFB |
| ---------------------------------- | ------------------------- | ------------------------- |
| Num                                | Coureur                   | Pos                       |
| 141                                | Arno Claeys (BEL)         | AB                        |
| 142                                | Yentl Vandevelde (BEL)    | 117e                      |
| 143                                | Lindsay De Vylder (BEL)   | AB                        |
| 144                                | Gilles De Wilde (BEL)     | 55e                       |
| 145                                | Vince Gerits (BEL)        | 105e                      |
| 146                                | Jules Hesters (BEL)       | 27e                       |
| 147                                | Noah Vandenbranden (BEL)  | AB                        |
| Directeur sportif : Hans De Clercq |                           |                           |

| Team Novo Nordisk TNN                  | Team Novo Nordisk TNN   | Team Novo Nordisk TNN |
| -------------------------------------- | ----------------------- | --------------------- |
| Num                                    | Coureur                 | Pos                   |
| 151                                    | Declan Irvine (AUS)     | 118e                  |
| 152                                    | Sam Brand (GBR)         | 121e                  |
| 153                                    | Quinten De Graeve (BEL) | AB                    |
| 154                                    | Matyáš Kopecký (CZE)    | 22e                   |
| 155                                    | David Lozano (ESP)      | 127e                  |
| 156                                    | Antonio Polga (ITA)     | 120e                  |
| 157                                    | Filippo Ridolfo (ITA)   | 132e                  |
| Directeur sportif : Guennadi Mikhailov |                         |                       |

| TotalEnergies TEN                     | TotalEnergies TEN     | TotalEnergies TEN |
| ------------------------------------- | --------------------- | ----------------- |
| Num                                   | Coureur               | Pos               |
| 161                                   | Lucas Boniface (FRA)  | 90e               |
| 162                                   | Paul Ourselin (FRA)   | 123e              |
| 163                                   | Geoffrey Soupe (FRA)  | 81e               |
| 164                                   | Baptiste Vadic (FRA)  | 88e               |
| 165                                   | Lorrenzo Manzin (FRA) | 79e               |
| 166                                   | Nicola Marcerou (FRA) | 89e               |
| 167                                   | Jason Tesson (FRA)    | 17e               |
| Directeur sportif : Dominique Arnould |                       |                   |

| Tudor Pro Cycling Team TUD      | Tudor Pro Cycling Team TUD | Tudor Pro Cycling Team TUD |
| ------------------------------- | -------------------------- | -------------------------- |
| Num                             | Coureur                    | Pos                        |
| 171                             | Aloïs Charrin (FRA)        | 109e                       |
| 172                             | Juan David Sierra (ITA)    | 92e                        |
| 173                             | Alexander Kamp (DEN)       | 108e                       |
| 174                             | Arthur Kluckers (LUX)      | 106e                       |
| 175                             | Marius Mayrhofer (GER)     | 77e                        |
| 176                             | Matteo Trentin (ITA)       | 11e                        |
| 177                             | Fabian Weiss (SUI)         | 69e                        |
| Directeur sportif : Bart Leysen |                            |                            |

| Uno-X Mobility UXM                     | Uno-X Mobility UXM         | Uno-X Mobility UXM |
| -------------------------------------- | -------------------------- | ------------------ |
| Num                                    | Coureur                    | Pos                |
| 181                                    | Carl-Frederik Bévort (DEN) | 80e                |
| 182                                    | Erlend Blikra (NOR)        | 13e                |
| 183                                    | Stian Fredheim (NOR)       | 82e                |
| 184                                    | Marcus Sander Hansen (DEN) | 122e               |
| 185                                    | Niklas Larsen (DEN)        | 41e                |
| 186                                    | Søren Wærenskjold (NOR)    | 83e                |
| 187                                    | Rasmus Bøgh Wallin (DEN)   | 72e                |
| Directeur sportif : Christian Andersen |                            |                    |

| P&S Metalltechnik Benotti PUS | P&S Metalltechnik Benotti PUS | P&S Metalltechnik Benotti PUS |
| ----------------------------- | ----------------------------- | ----------------------------- |
| Num                           | Coureur                       | Pos                           |
| 192                           | Albert Gathemann (GER)        | 131e                          |
| 193                           | Jarno Grixa (GER)             | 129e                          |
| 194                           | Moritz Kärsten (GER)          | AB                            |
| 196                           | Tobias Nolde (GER)            | 64e                           |
| 197                           | Dominik Röber (GER)           | AB                            |
| Directeur sportif : Luke Wilk |                               |                               |

| Rad-Net Oßwald RNO | Rad-Net Oßwald RNO   | Rad-Net Oßwald RNO |
| ------------------ | -------------------- | ------------------ |
| Num                | Coureur              | Pos                |
| 201                | Gabriel Grozev (BUL) | AB                 |
| 202                | Benjamin Boos (GER)  | 91e                |
| 203                | Moritz Czasa (GER)   | AB                 |
| 205                | Vincent John (GER)   | 56e                |
| 207                | Tobias Müller (GER)  | 23e                |

| REMBE Pro Cycling Team Sauerland SVL  | REMBE Pro Cycling Team Sauerland SVL | REMBE Pro Cycling Team Sauerland SVL |
| ------------------------------------- | ------------------------------------ | ------------------------------------ |
| Num                                   | Coureur                              | Pos                                  |
| 211                                   | Julian Borresch (GER)                | 63e                                  |
| 212                                   | Silas Köch (GER)                     | AB                                   |
| 213                                   | Sebastian Niehues (GER)              | AB                                   |
| 214                                   | Jonathan Rottmann (GER)              | 126e                                 |
| 215                                   | Lukas van der Valk (GER)             | AB                                   |
| 216                                   | Tom van der Valk (GER)               | AB                                   |
| 217                                   | Lennart Voege (GER)                  | 125e                                 |
| Directeur sportif : Wolfgang Oschwald |                                      |                                      |

| Lotto Kern-Haus PSD Bank LKH        | Lotto Kern-Haus PSD Bank LKH | Lotto Kern-Haus PSD Bank LKH |
| ----------------------------------- | ---------------------------- | ---------------------------- |
| Num                                 | Coureur                      | Pos                          |
| 221                                 | Luca Dreßler (GER)           | 107e                         |
| 222                                 | Joshua Huppertz (GER)        | 33e                          |
| 224                                 | Mathieu Kockelmann (LUX)     | 51e                          |
| 225                                 | Romet Pajur (EST)            | AB                           |
| 226                                 | Mil Morang (LUX)             | 70e                          |
| Directeur sportif : Florian Monreal |                              |                              |

| Team Visma \| Lease a Bike TVL        | Team Visma \| Lease a Bike TVL | Team Visma \| Lease a Bike TVL |
| ------------------------------------- | ------------------------------ | ------------------------------ |
| Num                                   | Coureur                        | Pos                            |
| 1                                     | Per Strand Hagenes (NOR)       | 26e                            |
| 2                                     | Christophe Laporte (FRA)       | 42e                            |
| 3                                     | Edoardo Affini (ITA)           | 39e                            |
| 4                                     | Jesse Kramer (NED)             | 36e                            |
| 5                                     | Colby Simmons (USA)            | 45e                            |
| 6                                     | Tosh Van der Sande (BEL)       | 111e                           |
| 7                                     | Julien Vermote (BEL)           | 48e                            |
| Directeur sportif : Sierk-Jan De Haan |                                |                                |

| Red Bull-Bora-Hansgrohe RBH          | Red Bull-Bora-Hansgrohe RBH | Red Bull-Bora-Hansgrohe RBH |
| ------------------------------------ | --------------------------- | --------------------------- |
| Num                                  | Coureur                     | Pos                         |
| 11                                   | Jonas Koch (GER)            | 95e                         |
| 13                                   | Patrick Gamper (AUT)        | 119e                        |
| 14                                   | Marco Haller (AUT)          | 97e                         |
| 15                                   | Luis-Joe Lührs (GER)        | 66e                         |
| 16                                   | Jordi Meeus (BEL)           | 2e                          |
| 17                                   | Danny van Poppel (NED)      | 6e                          |
| Directeur sportif : Cesare Benedetti |                             |                             |

| Alpecin-Deceuninck ADC          | Alpecin-Deceuninck ADC      | Alpecin-Deceuninck ADC |
| ------------------------------- | --------------------------- | ---------------------- |
| Num                             | Coureur                     | Pos                    |
| 21                              | Jasper Philipsen (BEL)      | 1er                    |
| 22                              | Maurice Ballerstedt (GER)   | 47e                    |
| 23                              | Ramses Debruyne (BEL)       | 113e                   |
| 24                              | Edward Planckaert (BEL)     | 31e                    |
| 25                              | Jonas Rickaert (BEL)        | 85e                    |
| 26                              | Henri Uhlig (GER)           | 104e                   |
| 27                              | Fabio Van den Bossche (BEL) | 98e                    |
| Directeur sportif : Luuc Bugter |                             |                        |

| Arkéa-B&B Hotels ARK               | Arkéa-B&B Hotels ARK     | Arkéa-B&B Hotels ARK |
| ---------------------------------- | ------------------------ | -------------------- |
| Num                                | Coureur                  | Pos                  |
| 31                                 | Arnaud Démare (FRA)      | 29e                  |
| 32                                 | David Dekker (NED)       | AB                   |
| 33                                 | Pierre Thierry (FRA)     | 59e                  |
| 34                                 | Thibault Guernalec (FRA) | 32e                  |
| 35                                 | Daniel McLay (GBR)       | 99e                  |
| 36                                 | Miles Scotson (AUS)      | 57e                  |
| 37                                 | Florian Sénéchal (FRA)   | 71e                  |
| Directeur sportif : Mickaël Leveau |                          |                      |

| Cofidis COF                          | Cofidis COF                 | Cofidis COF |
| ------------------------------------ | --------------------------- | ----------- |
| Num                                  | Coureur                     | Pos         |
| 41                                   | Simon Geschke (GER)         | 86e         |
| 42                                   | Christophe Noppe (BEL)      | 35e         |
| 43                                   | Stanisław Aniołkowski (POL) | 14e         |
| 44                                   | Milan Fretin (BEL)          | 3e          |
| 45                                   | Ludovic Robeet (BEL)        | 116e        |
| 46                                   | Nolann Mahoudo (FRA)        | 87e         |
| 47                                   | Alexis Renard (FRA)         | 49e         |
| Directeur sportif : Thierry Marichal |                             |             |

| Intermarché-Wanty IWA                    | Intermarché-Wanty IWA     | Intermarché-Wanty IWA |
| ---------------------------------------- | ------------------------- | --------------------- |
| Num                                      | Coureur                   | Pos                   |
| 51                                       | Biniam Girmay (ERI)       | 4e                    |
| 52                                       | Dries De Pooter (BEL)     | 68e                   |
| 53                                       | Zeno Moonen (BEL)         | 43e                   |
| 54                                       | Tom Paquot (BEL)          | 115e                  |
| 55                                       | Baptiste Planckaert (BEL) | 67e                   |
| 56                                       | Laurenz Rex (BEL)         | 75e                   |
| 57                                       | Mike Teunissen (NED)      | 19e                   |
| Directeur sportif : Pieter Vanspeybrouck |                           |                       |

| Lidl-Trek LTK                    | Lidl-Trek LTK             | Lidl-Trek LTK |
| -------------------------------- | ------------------------- | ------------- |
| Num                              | Coureur                   | Pos           |
| 61                               | Martin Pedersen (DEN)     | 124e          |
| 62                               | Simone Consonni (ITA)     | 100e          |
| 63                               | Fabio Felline (ITA)       | 53e           |
| 64                               | Alex Kirsch (LUX)         | 74e           |
| 65                               | Jacopo Mosca (ITA)        | 52e           |
| 66                               | Mathias Vacek (CZE)       | 61e           |
| 67                               | Tim Torn Teutenberg (GER) | 16e           |
| Directeur sportif : Kim Andersen |                           |               |

| Soudal Quick-Step SOQ              | Soudal Quick-Step SOQ   | Soudal Quick-Step SOQ |
| ---------------------------------- | ----------------------- | --------------------- |
| Num                                | Coureur                 | Pos                   |
| 71                                 | Kasper Asgreen (DEN)    | NP                    |
| 72                                 | Gil Gelders (BEL)       | 37e                   |
| 73                                 | Josef Černý (CZE)       | 101e                  |
| 74                                 | Luke Lamperti (USA)     | 9e                    |
| 75                                 | Pepijn Reinderink (NED) | 34e                   |
| 76                                 | Warre Vangheluwe (BEL)  | 130e                  |
| 77                                 | Ayco Bastiaens (BEL)    | 96e                   |
| Directeur sportif : Dries Devenyns |                         |                       |

| Team dsm-firmenich PostNL DFP   | Team dsm-firmenich PostNL DFP | Team dsm-firmenich PostNL DFP |
| ------------------------------- | ----------------------------- | ----------------------------- |
| Num                             | Coureur                       | Pos                           |
| 81                              | Fabio Jakobsen (NED)          | AB                            |
| 82                              | Tim Naberman (NED)            | 60e                           |
| 83                              | Patrick Eddy (AUS)            | 25e                           |
| 84                              | Nils Eekhoff (NED)            | 8e                            |
| 85                              | Timo Roosen (NED)             | 128e                          |
| 86                              | Julius van den Berg (NED)     | 30e                           |
| 87                              | Alexander Edmondson (AUS)     | AB                            |
| Directeur sportif : Roy Curvers |                               |                               |

| Team Jayco AlUla JAY                | Team Jayco AlUla JAY  | Team Jayco AlUla JAY |
| ----------------------------------- | --------------------- | -------------------- |
| Num                                 | Coureur               | Pos                  |
| 91                                  | Max Walscheid (GER)   | 5e                   |
| 92                                  | Jan Maas (NED)        | 40e                  |
| 94                                  | Luka Mezgec (SLO)     | 84e                  |
| 95                                  | Kelland O'Brien (AUS) | 112e                 |
| 96                                  | Elmar Reinders (NED)  | 18e                  |
| Directeur sportif : Tristan Hoffman |                       |                      |

| Israel-Premier Tech IPT         | Israel-Premier Tech IPT   | Israel-Premier Tech IPT |
| ------------------------------- | ------------------------- | ----------------------- |
| Num                             | Coureur                   | Pos                     |
| 101                             | Pascal Ackermann (GER)    | 7e                      |
| 102                             | Guillaume Boivin (CAN)    | 110e                    |
| 103                             | Simon Clarke (AUS)        | 76e                     |
| 104                             | Michael Schwarzmann (GER) | 54e                     |
| 105                             | Jake Stewart (GBR)        | 103e                    |
| 106                             | Tom Van Asbroeck (BEL)    | 10e                     |
| 107                             | Ethan Vernon (GBR)        | 50e                     |
| Directeur sportif : Rene Mandri |                           |                         |

| Lotto Dstny LTD                  | Lotto Dstny LTD             | Lotto Dstny LTD |
| -------------------------------- | --------------------------- | --------------- |
| Num                              | Coureur                     | Pos             |
| 111                              | Arnaud De Lie (BEL) (route) | 12e             |
| 112                              | Johannes Adamietz (GER)     | 62e             |
| 113                              | Jenno Berckmoes (BEL)       | 46e             |
| 114                              | Cédric Beullens (BEL)       | 78e             |
| 115                              | Sébastien Grignard (BEL)    | 94e             |
| 116                              | Arjen Livyns (BEL)          | 73e             |
| 117                              | Liam Slock (BEL)            | 114e            |
| Directeur sportif : Nikolas Maes |                             |                 |

| Q36.5 Pro Cycling Team Q36     | Q36.5 Pro Cycling Team Q36  | Q36.5 Pro Cycling Team Q36 |
| ------------------------------ | --------------------------- | -------------------------- |
| Num                            | Coureur                     | Pos                        |
| 121                            | Xabier Mikel Azparren (ESP) | NP                         |
| 122                            | Fabio Christen (SUI)        | 20e                        |
| 123                            | Tobias Ludvigsson (SWE)     | 44e                        |
| 124                            | Nicolò Parisini (ITA)       | 65e                        |
| 125                            | Nickolas Zukowsky (CAN)     | 58e                        |
| 126                            | Jannik Steimle (GER)        | 102e                       |
| 127                            | Rory Townsend (IRL)         | 28e                        |
| Directeur sportif : Jens Zemke |                             |                            |

| TDT-Unibet TDT                  | TDT-Unibet TDT          | TDT-Unibet TDT |
| ------------------------------- | ----------------------- | -------------- |
| Num                             | Coureur                 | Pos            |
| 131                             | Joren Bloem (NED)       | 15e            |
| 132                             | Sebastian Nielsen (DEN) | 21e            |
| 134                             | Adrien Maire (FRA)      | 93e            |
| 135                             | Andreas Stokbro (DEN)   | 38e            |
| 136                             | Abram Stockman (BEL)    | 24e            |
| Directeur sportif : Gaëtan Pons |                         |                |

| Team Flanders-Baloise TFB          | Team Flanders-Baloise TFB | Team Flanders-Baloise TFB |
| ---------------------------------- | ------------------------- | ------------------------- |
| Num                                | Coureur                   | Pos                       |
| 141                                | Arno Claeys (BEL)         | AB                        |
| 142                                | Yentl Vandevelde (BEL)    | 117e                      |
| 143                                | Lindsay De Vylder (BEL)   | AB                        |
| 144                                | Gilles De Wilde (BEL)     | 55e                       |
| 145                                | Vince Gerits (BEL)        | 105e                      |
| 146                                | Jules Hesters (BEL)       | 27e                       |
| 147                                | Noah Vandenbranden (BEL)  | AB                        |
| Directeur sportif : Hans De Clercq |                           |                           |

| Team Novo Nordisk TNN                  | Team Novo Nordisk TNN   | Team Novo Nordisk TNN |
| -------------------------------------- | ----------------------- | --------------------- |
| Num                                    | Coureur                 | Pos                   |
| 151                                    | Declan Irvine (AUS)     | 118e                  |
| 152                                    | Sam Brand (GBR)         | 121e                  |
| 153                                    | Quinten De Graeve (BEL) | AB                    |
| 154                                    | Matyáš Kopecký (CZE)    | 22e                   |
| 155                                    | David Lozano (ESP)      | 127e                  |
| 156                                    | Antonio Polga (ITA)     | 120e                  |
| 157                                    | Filippo Ridolfo (ITA)   | 132e                  |
| Directeur sportif : Guennadi Mikhailov |                         |                       |

| TotalEnergies TEN                     | TotalEnergies TEN     | TotalEnergies TEN |
| ------------------------------------- | --------------------- | ----------------- |
| Num                                   | Coureur               | Pos               |
| 161                                   | Lucas Boniface (FRA)  | 90e               |
| 162                                   | Paul Ourselin (FRA)   | 123e              |
| 163                                   | Geoffrey Soupe (FRA)  | 81e               |
| 164                                   | Baptiste Vadic (FRA)  | 88e               |
| 165                                   | Lorrenzo Manzin (FRA) | 79e               |
| 166                                   | Nicola Marcerou (FRA) | 89e               |
| 167                                   | Jason Tesson (FRA)    | 17e               |
| Directeur sportif : Dominique Arnould |                       |                   |

| Tudor Pro Cycling Team TUD      | Tudor Pro Cycling Team TUD | Tudor Pro Cycling Team TUD |
| ------------------------------- | -------------------------- | -------------------------- |
| Num                             | Coureur                    | Pos                        |
| 171                             | Aloïs Charrin (FRA)        | 109e                       |
| 172                             | Juan David Sierra (ITA)    | 92e                        |
| 173                             | Alexander Kamp (DEN)       | 108e                       |
| 174                             | Arthur Kluckers (LUX)      | 106e                       |
| 175                             | Marius Mayrhofer (GER)     | 77e                        |
| 176                             | Matteo Trentin (ITA)       | 11e                        |
| 177                             | Fabian Weiss (SUI)         | 69e                        |
| Directeur sportif : Bart Leysen |                            |                            |

| Uno-X Mobility UXM                     | Uno-X Mobility UXM         | Uno-X Mobility UXM |
| -------------------------------------- | -------------------------- | ------------------ |
| Num                                    | Coureur                    | Pos                |
| 181                                    | Carl-Frederik Bévort (DEN) | 80e                |
| 182                                    | Erlend Blikra (NOR)        | 13e                |
| 183                                    | Stian Fredheim (NOR)       | 82e                |
| 184                                    | Marcus Sander Hansen (DEN) | 122e               |
| 185                                    | Niklas Larsen (DEN)        | 41e                |
| 186                                    | Søren Wærenskjold (NOR)    | 83e                |
| 187                                    | Rasmus Bøgh Wallin (DEN)   | 72e                |
| Directeur sportif : Christian Andersen |                            |                    |

| P&S Metalltechnik Benotti PUS | P&S Metalltechnik Benotti PUS | P&S Metalltechnik Benotti PUS |
| ----------------------------- | ----------------------------- | ----------------------------- |
| Num                           | Coureur                       | Pos                           |
| 192                           | Albert Gathemann (GER)        | 131e                          |
| 193                           | Jarno Grixa (GER)             | 129e                          |
| 194                           | Moritz Kärsten (GER)          | AB                            |
| 196                           | Tobias Nolde (GER)            | 64e                           |
| 197                           | Dominik Röber (GER)           | AB                            |
| Directeur sportif : Luke Wilk |                               |                               |

| Rad-Net Oßwald RNO | Rad-Net Oßwald RNO   | Rad-Net Oßwald RNO |
| ------------------ | -------------------- | ------------------ |
| Num                | Coureur              | Pos                |
| 201                | Gabriel Grozev (BUL) | AB                 |
| 202                | Benjamin Boos (GER)  | 91e                |
| 203                | Moritz Czasa (GER)   | AB                 |
| 205                | Vincent John (GER)   | 56e                |
| 207                | Tobias Müller (GER)  | 23e                |

| REMBE Pro Cycling Team Sauerland SVL  | REMBE Pro Cycling Team Sauerland SVL | REMBE Pro Cycling Team Sauerland SVL |
| ------------------------------------- | ------------------------------------ | ------------------------------------ |
| Num                                   | Coureur                              | Pos                                  |
| 211                                   | Julian Borresch (GER)                | 63e                                  |
| 212                                   | Silas Köch (GER)                     | AB                                   |
| 213                                   | Sebastian Niehues (GER)              | AB                                   |
| 214                                   | Jonathan Rottmann (GER)              | 126e                                 |
| 215                                   | Lukas van der Valk (GER)             | AB                                   |
| 216                                   | Tom van der Valk (GER)               | AB                                   |
| 217                                   | Lennart Voege (GER)                  | 125e                                 |
| Directeur sportif : Wolfgang Oschwald |                                      |                                      |

| Lotto Kern-Haus PSD Bank LKH        | Lotto Kern-Haus PSD Bank LKH | Lotto Kern-Haus PSD Bank LKH |
| ----------------------------------- | ---------------------------- | ---------------------------- |
| Num                                 | Coureur                      | Pos                          |
| 221                                 | Luca Dreßler (GER)           | 107e                         |
| 222                                 | Joshua Huppertz (GER)        | 33e                          |
| 224                                 | Mathieu Kockelmann (LUX)     | 51e                          |
| 225                                 | Romet Pajur (EST)            | AB                           |
| 226                                 | Mil Morang (LUX)             | 70e                          |
| Directeur sportif : Florian Monreal |                              |                              |